# Enki Bilal
Pour les articles homonymes, voir Bilal.
Enes Bilal, dit Enki Bilal /ɛŋki bilal/, est auteur de bande dessinée et réalisateur français, né yougoslave le 7 octobre 1951 à Belgrade.
Son œuvre se situe en partie dans la science-fiction et aborde, notamment, les thèmes du temps et de la mémoire. En 1987, il obtient le grand prix du festival d'Angoulême.

## Biographie

### Enfance
Enes Bilal naît le 7 octobre 1951 à Belgrade, en Yougoslavie, deux ans après sa sœur Enisa. Leur père Muhamed Hamo Bilal, originaire de Ljubuški (un village de Bosnie-Herzégovine, alors en Yougoslavie), est un tailleur bosniaque, musulman non pratiquant, et leur mère, Ana, est une Tchèque née à Karlovy Vary (alors en Tchécoslovaquie). La famille est installée à Belgrade au 16 rue Tadeusz Kościuszko, dans le quartier de Dorćol. Enki est le diminutif affectueux d'Enes utilisé en famille, et devient plus tard son pseudonyme d'auteur.
Durant l'enfance d'Enes, son père refuse d'adhérer au Parti communiste, bien qu'ayant été un compagnon de Tito[réf. souhaitée] dans la résistance; il demande l'asile en France, où il avait achevé sa formation de tailleur en 1936. Sa femme et ses deux enfants le rejoignent précipitamment à Paris en 1961,. En 1967, les Bilal sont naturalisés Français.

### Auteur
Enki Bilal se lance d'abord dans la bande dessinée. En 1971, il gagne un concours de bandes dessinées, organisé par le journal Pilote et le Drugstore Number One, dans la catégorie "aventures" (Pilote no 607 page 53). En 1972, après un passage éclair aux Beaux-Arts, Enki Bilal publie sa première histoire, « Le Bol maudit », dans le journal Pilote. En 1975, il rencontre le scénariste Pierre Christin et publie son premier album, l'Appel des étoiles.
En 1980, première série personnelle, dans Pilote, La Foire aux immortels. La seconde partie, La Femme piège, est éditée en album en 1986. Parallèlement, la collaboration entre Bilal et Christin se poursuit.  Ils réalisent notamment, pour les éditions Dargaud et Autrement, plusieurs ouvrages d'illustrations et de photos détournées (Los Angeles : L'Étoile oubliée de Laurie Bloom, Cœurs sanglants).
Bilal s'intéresse aussi au cinéma et à l'opéra. En 1982, il dessine sur verre une partie des décors du film La vie est un roman d'Alain Resnais et conçoit la créature "Molasar" pour La Forteresse noire de Michael Mann. Deux ans plus tôt, il avait signé l'affiche d'un autre film de Resnais, Mon oncle d'Amérique. En 1985, il fait des recherches graphiques pour Le Nom de la rose, film de Jean-Jacques Annaud d'après le roman d'Umberto Eco. En 1990, Bilal dessine les décors et costumes de Roméo et Juliette de Prokofiev, sur une chorégraphie de son ami Angelin Preljocaj. Il dessine la même année les décors et les costumes d'O.P.A. Mia, opéra de Denis Levaillant créé au Festival d'Avignon.
En 1984, il se fait journaliste à Libération le temps d'une interview avec l'auteur-compositeur-interprète Gérard Manset. Au début des années 1970, Bilal avait déjà créé une illustration sur le thème de La mort d'Orion (album de Manset) et il illustrera la pochette d'un disque hommage en 1996, Route Manset.
Bilal participe aussi régulièrement à des expositions. En novembre 1991, c'est Opéra bulle, deux mois d'exposition à la Grande halle de la Villette, à Paris. En 1992, l'exposition Transit à la Grande Arche de la Défense, près de Paris. C'est aussi l'année de Froid Équateur, troisième tome de La Trilogie Nikopol, dans lequel il invente le chessboxing. En 2013, il expose au musée du Louvre une vingtaine de photographies de tableaux célèbres dans lesquelles il dessine des fantômes (Les Fantômes du Louvre. Enki Bilal). En 2013 également, il crée l'exposition Mécanhumanimal, Enki Bilal au Musée des arts et métiers. Il y présente une rétrospective de son œuvre, ainsi qu'une sélection d'objets du Musée des Arts et Métiers qu'il a choisis dans les réserves et rebaptisés en écho à son univers.

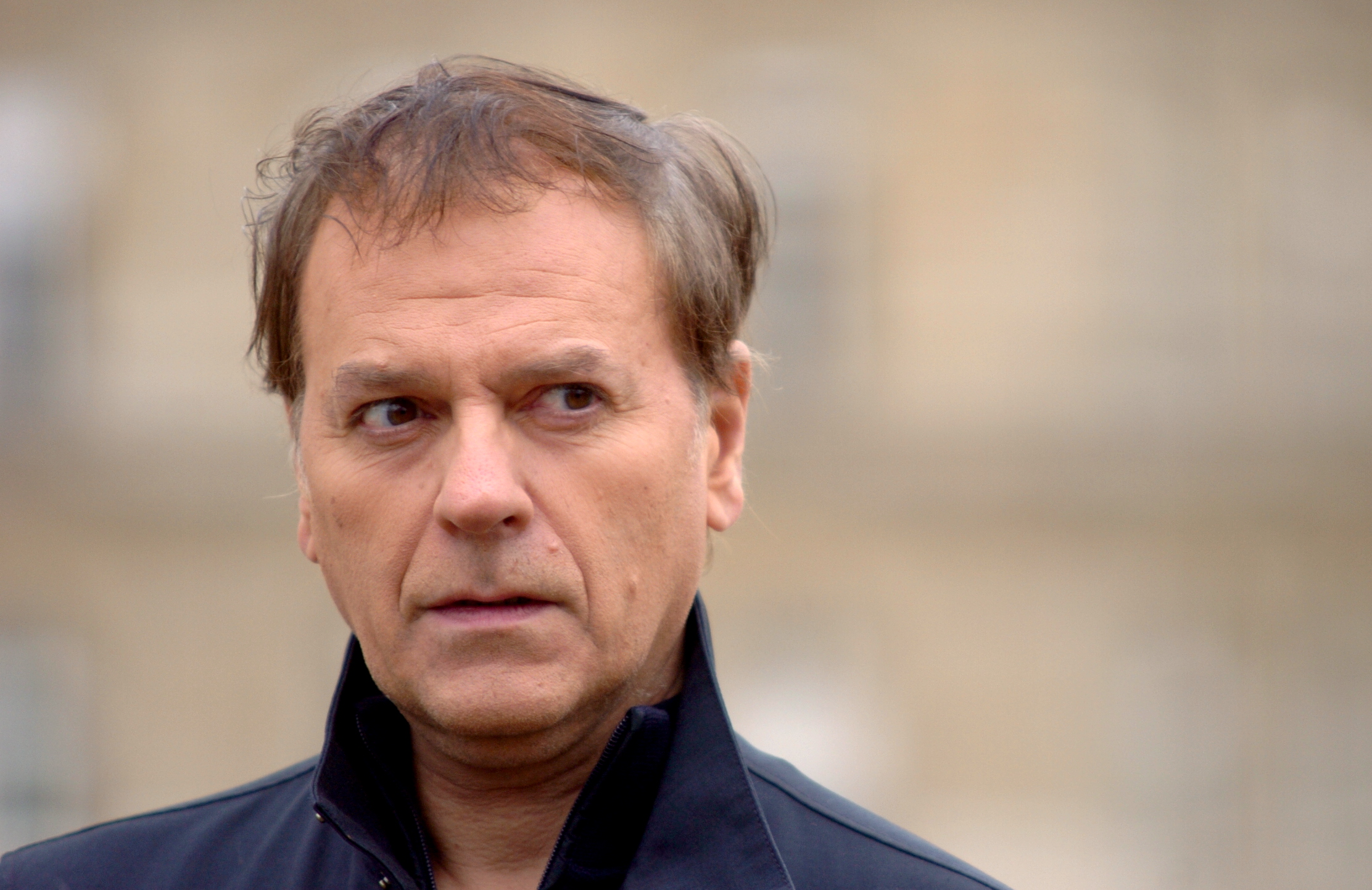
Enki Bilal, le 04 mars 2009 à Paris.

En janvier 1987, il obtient le Grand Prix du 14e Festival international de la bande dessinée d'Angoulême. En mai 2006, il crée l'illustration du timbre de France Europa sur le thème de l'intégration.
En 2011, il publie l'album Julia et Roem (Casterman), ainsi qu'un livre d'entretiens sur sa vie et son œuvre, Ciels d'orage (Flammarion).
En 2013, Bilal réalise le clip Crazy Horse de Brigitte Fontaine et l'année suivante dessine la couverture de son recueil de nouvelles Les Hommes préfèrent les hommes.
En avril 2019, il déclare que, d'après lui, la science-fiction n'existe plus.
En 2019, il est membre du jury au Festival de Cannes, sous la présidence d'Alejandro González Iñárritu.

La même année sort le second tome de sa nouvelle série, Bug, annoncée par lui-même comme une suite de cinq volumes.

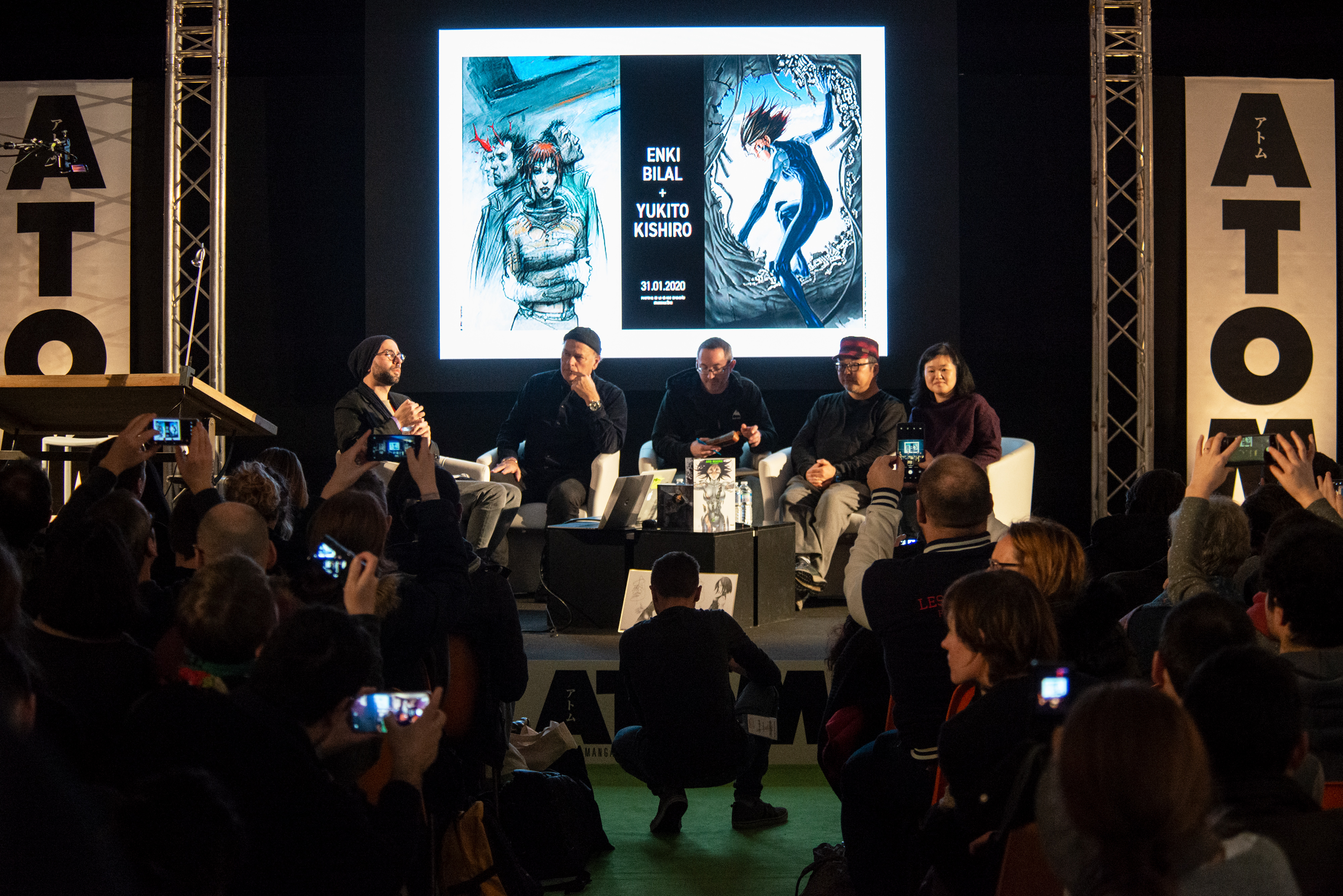
Enki Bilal à la rencontre de Yukito Kishiro (Festival d'Angoulême 2020).

En 2021, il publie un livre-entretien intitulé L'Homme est un accident (Belin), en collaboration avec Adrien Rivierre. L'artiste y détaille sa vision du monde à venir en s'exprimant sur tous les thèmes brûlants de notre époque. Pour son engagement écologique, le livre est finaliste du Prix du Livre Environnement de la Fondation Veolia. L'ouvrage fait l'objet d'une exposition à la Galerie Barbier en juin 2023 et d'un tirage luxe.
En 2024, il participe à l'Olympiade Culturelle de Paris 2024 lors d'une performance à l'Olympia.

## Thèmes
Enki Bilal explore le temps à travers des mondes « passé, présent, futur [qui] sont toujours intimement liés ». Il évoque dans ses œuvres des thèmes marquant le futur comme la fin du communisme dans les années 1980, l'obscurantisme religieux dans les années 1990 ou le changement climatique au début des années 2010.
Il évoque souvent le thème de la mémoire, par exemple dans la série Le Sommeil du Monstre, où le héros utilise sa mémoire pour remonter dans le temps et se rappeler jusqu'aux premiers jours de son existence. Il se dit également sensible à la mémoire collective.

## Œuvres

### Publications

#### Bandes dessinées
- L'Appel des étoiles (scénario et dessin), Minoustchine, 1975.

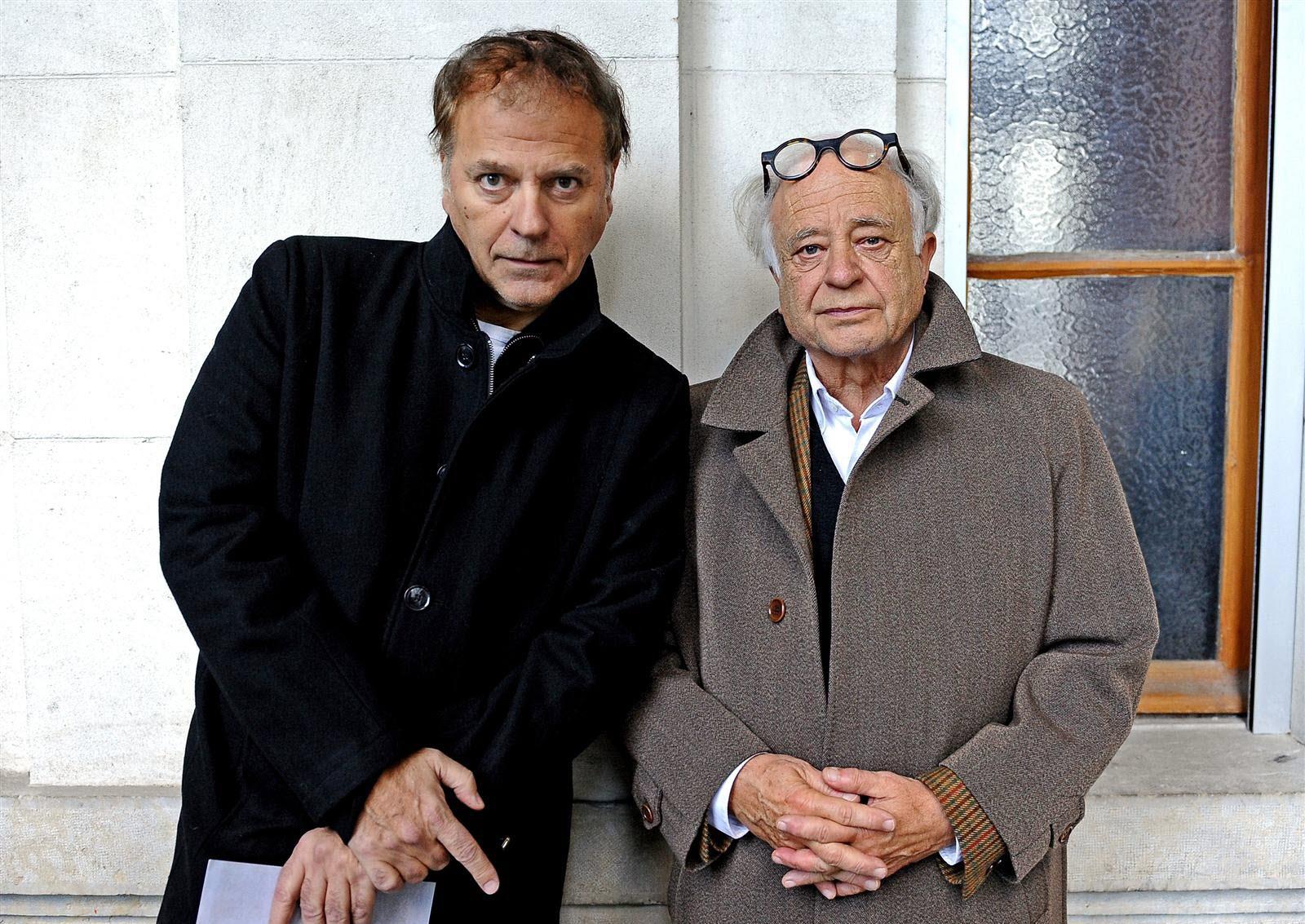
Enki Bilal et Pierre Christin en 2011.

- Légendes d'aujourd'hui (dessin), avec Pierre Christin (scénario), Dargaud :
  - La Croisière des oubliés, coll. « Histoires fantastiques », 1975.
  - Le Vaisseau de pierre, coll. « Histoires fantastiques », 1976.
  - La Ville qui n'existait pas, coll. « Histoires fantastiques », 1977.
- Mémoires d'outre-espace (scénario et dessin), Dargaud, coll. « Pilote », 1978[23].
- Exterminateur 17 (dessin), avec Jean-Pierre Dionnet (scénario), Les Humanoïdes associés, 1979.
- Fins de siècle (dessin), avec Pierre Christin (scénario) :
  - Les Phalanges de l'Ordre noir, coll. « Légendes d'aujourd'hui », 1979.
  - Partie de chasse, coll. « Légendes d'aujourd'hui », 1983.
- La Trilogie Nikopol (scénario et dessin), Les Humanoïdes associés :

1. La Foire aux immortels, 1980.
2. La Femme piège, 1986.
3. Froid Équateur, 1992.

- Le Bol maudit (scénario et dessin), Futuropolis, coll. « Hic et Nunc », 1982 (Réédition de "L'Appel des étoiles").
- Crux Universalis (scénario et dessin), Les Humanoïdes associés, 1982[24].
- Los Angeles : l'étoile oubliée de Laurie Bloom (dessin), avec Pierre Christin (scénario), Autrement, 1984.
- L'État des stocks :
  - L'État des stocks, Futuropolis, 1986.
  - Milleneufcentquatrevingtdixneuf, Les Humanoïdes Associés, 1999.
  - Nouvel État des stocks, Casterman, 2006.
- Cœurs sanglants et autres faits divers (dessin), avec Pierre Christin (scénario), Dargaud, coll. « Hors Texte », 1988.
- Mémoires d'autres temps : histoires courtes, 1971-1981 (scénario et dessin), Les Humanoïdes Associés, 1996.
- Bleu Sang, Christian Desbois Éditions, 1994.
- La Tétralogie du Monstre (scénario et dessin), édition complète Casterman, 2007 qui reprend :

1. Le Sommeil du Monstre, Les Humanoïdes associés, 1998.
2. 32 décembre, Les Humanoïdes associés, 2003. Prix Micheluzzi de la meilleure bande dessinée.
3. Rendez-vous à Paris, Casterman, 2006.
4. Quatre ?, Casterman, 2007.

- Trilogie du Coup de sang (scénario et dessin) :

1. Animal'z, Casterman, 2009.
2. Julia et Roem, Casterman, 2011.
3. La Couleur de l'air, Casterman, 2014.

- Les Fantômes du Louvre (scénario et dessin), Louvre Éditions - Futuropolis (coédition), 2012.
- Mécanhumanimal : au Musée des arts et métiers (scénario et dessin), Casterman, 2013.
- Graphite in progress (catalogues d'expositions de dessins crayonnés de Bilal) :

1. Tome 1, Bdartiste, 2016.
2. Tome 2, Bdartiste, 2018.

- Bug (scénario et dessin) :

1. Livre 1, Casterman, 2017.
2. Livre 2, Casterman, avril 2019.
3. Livre 3, Casterman, mars 2022.

#### Récit
- Nu avec Picasso, Stock, 2020. Récit d'une nuit passée par l'auteur au musée Picasso (Paris).

#### Livre d'entretien
- L'homme est un accident, avec Adrien Rivierre, éditions Belin

### Filmographie
Sauf indication contraire, les informations mentionnées dans cette section peuvent être confirmées par les bases de données cinématographiques IMDb et Allociné,  présentes dans la section « Liens externes ».

#### Réalisateur-scénariste
- 1989 : Bunker Palace Hôtel
- 1994 : Parisienne People, publicité pour les cigarettes Parisienne
- 1996 : Tykho Moon
- 1998 : Le Film du sommeil (court métrage documentaire sur l'album Le Sommeil du Monstre)
- 2004 : Immortel, ad vitam
- 2013 : Crazy Horse, clip de la chanson de Brigitte Fontaine[25]
- 2013 : Autour de la mémoire, clip de la chanson de Tchéky Karyo[26]

#### Autres
- 1983 : La Forteresse noire de Michael Mann - illustrateur
- 1983 : La vie est un roman d'Alain Resnais - création des décors et des costumes
- 1986 : Le Nom de la rose de Jean-Jacques Annaud - chercheur graphique (non crédité)
- 2000 : Passionnément de Bruno Nuytten - création de l'affiche

### Spectacles
- 1990 : Roméo & Juliette d'Angelin Preljocaj - réalisation des décors et costumes
- 2006 : Cinémonstre (spectacle musical avec images de ses trois longs métrages)
- 2010 : Suspection de Fabienne Renault, théâtre du Rond-Point en coproduction du théâtre Jacques-Cœur à Lattes

### Illustrations diverses
- Deux planches pour illustrer l'album Je suis vivant, mais j'ai peur écrit par Gilbert Deflez et composé par Jacky Chalard en 1974.
- Couvertures pour la collection « 1000 soleils » de Gallimard (La Guerre des mondes, Fahrenheit 451…)
- Couverture et illustrations de l'édition Folio junior de La Journée d'un journaliste américain en 2889 de Jules Verne.
- La pochette de l'album Rainy Day du groupe Gwendal, 1977.
- Couverture du livret de nouvelles Univers 12, J'ai lu, mars 1978.
- Les couvertures des Aventures de Boro, reporter photographe de Dan Franck et Jean Vautrin (éd. Fayard).
- Images pour un film, Dargaud, 1983. Dessins des décors de La vie est un roman, d'Alain Resnais.
- Affiche pour le film Arena (An Absurd Notion) de Russell Mulcahy tourné durant la tournée nord-américaine Sing Blue Silver du groupe britannique Duran Duran, mars 1985
- Affiche pour le film Strictement personnel, de Pierre Jolivet, 1985.
- Hors-jeu (illustration), avec Patrick Cauvin (textes), Autrement, 1987.
- La pochette de l'album Le Vaisseau de pierre du groupe Tri Yann, 1988.
- La pochette de l'album-hommage Route Manset en 1996
- Un siècle d'amour (illustration), avec Dan Franck (textes), Fayard, 1999.
- Les Correspondances de Christin : le Sarcophage (illustration), avec Pierre Christin (textes), Dargaud, 2002.
- Affiche pour la libération du journaliste Brice Fleutiaux, capturé en Tchétchénie et détenu en 1999-2000.
- Couverture de l'édition audio du livre Matin brun de Franck Pavloff, Nocturne, 2002.
- Pochette de La Planète Bleue volume 6[27].
- La pochette de l'album Being Human Being d'Erik Truffaz et Murcof , 2014.
- Affiche pour les 20 ans du Printemps des poètes, 2019

### Expositions
- Enki Bilal, Les fantômes du Louvre, au musée du Louvre, du 20 décembre 2012 au 18 mars 2013, Paris.
- Enki Bilal, exposition "Mécanhumanimal", au Musée des arts et métiers, juin 2013 à janvier 2014, Paris.
- Enki Bilal, rétrospective au Fonds Hélène et Édouard Leclerc pour la culture à Landerneau, du 21 juin au 29 août 2021[28].
- 2022 : Exposition au Musée de l'Homme, à Paris, en France — exposition « prolongeant » celle du Musée de l'Homme nommée « Aux frontières de l'humain »[29].

## Distinctions

### Récompenses de bande dessinée
- 1976 :  Prix Yellow-Kid du dessinateur étranger, pour l'ensemble de son œuvre
- 1980 :  Prix Saint-Michel du meilleur dessinateur étranger pour Les Phalanges de l'Ordre noir
- 1983 : « Homme de l'année » de L'Année de la bande dessinée[30]
- 1987 : Grand prix du 14e festival d'Angoulême.
- 1999 :  Prix Adamson du meilleur auteur international pour ses récits de science-fiction[31].

### Décorations
- Chevalier de l'ordre national du Mérite. Le 11 novembre 2010, Enki Bilal est nommé au grade de chevalier dans l'ordre national du Mérite au titre de « dessinateur de bandes dessinées ; 38 ans d'activités professionnelles »[32] puis fait chevalier de l'ordre le 15 juin 2011[33].
- Chevalier de la Légion d'honneur. Le 29 décembre 2022, il est nommé au grade de chevalier dans l'ordre national de la Légion d'honneur au titre de « auteur de bandes dessinées, écrivain, réalisateur ; 50 ans de services »[34].
- Officier de l'ordre des Arts et des Lettres

### Hommage
- 2006 : l'astéroïde (227767) Enkibilal est nommé en son honneur.

#### Monographies
- Collectif, Les Cahiers de la bande dessinée no 53, juillet 1983.
- Collectif, Sapristi no 29, ANBD, octobre 1994.
- Jean-Marc Thévenet, Bilal, Paris, Seghers, coll. « Les Auteurs par labande », novembre 1987, 128 p. (ISBN 2-232-10116-9).

#### Articles sur Enki Bilal
- « Un auteur qui bouge, Bilal », PLGPPUR, APJABD, no 17,‎ automne 1984, p. 26-42.
- Jean-Pierre Andrevon, « Un itinéraire de la déglingue », Les Cahiers de la bande dessinée, no 53,‎ juillet 1983, p. 33-38.
- Claude Ecken, « Les Métamorphoses », Les Cahiers de la bande dessinée, no 53,‎ juillet 1983, p. 21-22.
- Patrick Gaumer, « Bilal, Enki », dans Dictionnaire mondial de la BD, Paris, Larousse, 2010, p. 85-86.
- Bruno Lecigne, « Enki Bilal ou le Pouvoir ironisé », Les Cahiers de la bande dessinée, no 53,‎ juillet 1983, p. 15-20.
- Bruno Lecigne et Jean-Pierre Ramine, « Bilal coloriste », Les Cahiers de la bande dessinée, no 53,‎ juillet 1983, p. 23-32.

#### Entretiens
- Enki Bilal (int. par Henri Filippini), « Entretien avec Enki Bilal », Schtroumpfanzine, no 18,‎ avril 1978, p. 13-19.
- Enki Bilal (int. par Jean Léturgie et Henri Filippini), « Entretien avec Enki Bilal », Les Cahiers de la bande dessinée, no 53,‎ juillet 1983, p. 7-14.
- Enki Bilal (int. par Bernard Blanc), « Enki Bilal, une politique-fiction venue du froid », dans Jacky Goupil (dir.), Bande dessinée 1981-1982, Hounoux, SEDLI, 1982, p. 30-33.
- Enki Bilal (int. par Franck Aveline), « Entretien avec Enki Bilal », L'Indispensable, no 3,‎ janvier 1999, p. 8-14.
- Enki Bilal (int. par Jean-Marc Vidal), « Bilal en fin de moi », BoDoï, no 64,‎ juin 2003, p. 38-44.
- Enki Bilal (int. par Frédéric Bosser), « Enki Bilal : décryptage d'un mythe. Abécédaire. », dBD, no 2,‎ mai 2006, p. 44-73.
- Enki Bilal (int. par Jean-Pierre Fuéri et Frédéric Vidal), « Et la Terre s'arrêta... », Casemate, no 109,‎ décembre 2017, p. 50-59.

#### Autres
- Henri Filippini, « Bibliographie d'Enki Bilal », Les Cahiers de la bande dessinée, no 53,‎ juillet 1983, p. 47-50.